# Fahrenheit (spil)
 For alternative betydninger, se Fahrenheit (flertydig). (Se også artikler, som begynder med Fahrenheit)
Fahrenheit (kendt som Indigo Prophecy i USA og Canada) er et computerspil som blev udgivet i september 2005. Det blev udviklet af det franske Quantic Dream, og udgivet af Atari. Spillet er skrevet og instrueret af Quantic Dreams grundlægger David Cage.

## Oversigt
Fahrenheit er et adventurespil hvor alle beslutninger og handlinger har en direkte effekt på hvordan spillets historie videre udvikler sig. I denne paranormale thriller hærges New York City af en række mystiske mord, som alle følger det samme mønster: almindelige mennesker bliver besatte og dræber tilfældige fremmede på åben gade. Lucas Kane bliver endnu en af disse mordere da han pludselig dræber en fremmed mand på et herretoilet. Jaget af politiet må Lucas nu prøve at afsløre de overnaturlige kræfter bag hans forbrydelse før han bliver indespærret på livstid.
Spillet fik en del omtale da udviklerne afviste de konventionelle spilgenrer; Quantic Dream foretrækker at stemple det som den første rigtige "interaktive film" frem for at kalde det et adventurespil eller 3. persons actionspil. Fahrenheit indeholder en stor del motion capture-animation såvel som flere handlingsforløb, som kan føre i flere retninger, delskærmskameraer (brugt på en måde meget lig TV-serien 24 Timer) og en brugerflade som er designet til at være intuitiv og realistisk. Udvikling i historien i Fahrenheit er også hovedsageligt tidsbaseret, i modsætning til den oftere brugte spiller-indledte udvikling som man ser i de fleste andre spil. En størstedel af anmelderne var begejstrede, og udviklerne er blevet rost betydeligt for deres forsøg på at genopfinde "adventurespil" genren.
Quantic Dreams eneste andet spil til dato har været det, ligeledes ambitiøse, men mindre vellykkede Omikron til Windows og Sega Dreamcast.

## Personer
Lucas Kane: Den mandlige hovedperson i spillet, og den som spilleren kontrollerer igennem størstedelen af spillet. Lucas er næppe, selvom han prøver, en helt almindelig mand som lever sit liv på Manhattan. Han voksede op med sine forældre og sin bror på en militærbase hvor der blev foretaget videnskabelige eksperimenter, og arbejder nu som teknisk ekspert hos en bank. Han er i øjeblikket single, efter at have slået op med sin tidligere kæreste Tiffany Harper, som han stadig tænker på. Hans fritidsinteresser er blandt andre boksning og at spille guitar. Somme tider vil han få skræmmende syn om dem han kender eller situationerne omkring ham, som har det med at ske, selvom de fleste folk han kender blot mener at det er tilfældigheder. Spillet starter med at Lucas myrder en anden mand, tilsyneladende mod sin egen vilje. David Gasman lægger stemme til ham.
Carla Valenti: Spillets kvindelige hovedperson. Carla er en kriminalbetjent ved NYPD, som lægger meget vægt på arbejde og anstrengelser. Hun bor i et højhus overfor en venlig nabo, en homoseksuel aktiemarked-spekulant ved navn Tommy, som godt kan lide at spå ved hjælp af tarot. Carla har det med at ruge over sager som ikke kommer nogen vegne og arbejde længe i håb om at finde det ene spor som prøver at undgå hende. Hun er voldsomt klaustrofobisk og kan gribes af panik hvis ikke hun fokuserer på den konkrete opgave når hun er i mørke, aflukkede arealer.
Tyler Miles: Carlas makker, han har en mere uinteresseret indstilling til livet, selvom han tænker meget på sit job og sin forlovede, Samantha 'Sam' Malone. De lange timer og den tiltagende kulde har fået ham til at miste gejsten, og denne seneste mordsag har ikke hjulpet, hvilket får ham til at overveje sin fremtid som politibetjent og måske tage til Florida sammen med Sam for at bestyre hendes forældres butik. Blandt hans fritidsinteresser er basketball, computerspil (som han ofte taler om eller hentyder til) og at samle på minder fra 1970'erne og vinyl Motown plader.
Markus Kane: Lucas' storebror og en troende katolik, som arbejder som præst ved Saint Paul's Church. Han bekymrer sig om de begivenheder som har involveret hans bror, men hans tro forhindrer ham, på trods af ihærdige forsøg, i at se længere end til det faktum at Lucas har myrdet en mand. Da de var børn prøvede Markus at få Lucas, som var enegænger, til at være mere sammen med de andre børn på militærbasen hvor de boede. Matthew Géczy lægger stemme til Markus Kane.
The Oracle ("Oraklet"): En ukendt mand som er begyndt at dukke op i Lucas' visioner. Han bærer altid en grå frakke med en hætte, som skjuler hans ansigt. Han viser sig senere at være et mere end 2000 år gammelt Maya-orakel, som arbejder for the Orange Clan for at finde ud af hvor the Indigo Child befinder sig.
The Indigo Child: The Indigo Child er et barn med en ren sjæl. Barnet bærer selveste livets hemmelighed, og den der hører hemmeligheden vil få uanede kræfter.
Jade: En ung pige som bor på et børnehjem. Hun viser sig senere at være the Indigo Child.
Agatha: En ældre blind kvinder som er lammet fra livet og ned. Hun bruger sine mystiske evner til at hjælpe Lucas med at forstå hvad der skete med ham på restauranten.
The Purple Clan: En gruppe kunstige intelligenser som ønsker at bruger the Indigo Child til at blive den herskende race på Jorden.
The Orange Clan: En Illuminati-lignende hemmelig orden, som hemmeligt hersker over planeten gennem kontakter o.lign. De ønsker at bruge hemmeligheden til at blive udødelige og herske over Jorden i al evighed.
The Invisibles: En hemmelig undergrundsorganisation som holder øje med de andre klaner og ønsker at sikre at the Indigo Child's hemmelighed ikke falder i de forkerte hænder.

## Historie
Spillet foregår i år 2009. Historien begynder en kold nat i New York, da Lucas, i besat trance, dræber en mand med knivstik på toilettet på en East Side restaurant og derefter forvirret flygter fra gerningstedet. Hans forbrydelse sker på en baggrund med lignende ritualistiske mord og faldende temperaturer (deraf spillets navn). Valenti og Miles bliver sat på sagen og skal løse mysteriet og fange Kane. Spilleren skal kontrollere alle tre, og af og til Markus, gennem spillet, og tvinges dermed til af og til at hjælpe en person med at modarbejde en anden.
Spillets handling er også usædvanlig på grund af dens mange grene og muligheder. Skaberne beskriver handlingen som "elastisk," i stand til at klare kraftige udspændinger for at tilpasse sig spillerens valg og beslutninger for alle tre personer, selvom den stadig følger en fastsat hovedhandling. For eksempel bliver spilleren i åbningscenen givet kontrollen over Lucas og skal derefter bestemme hvordan han klarer følgerne og mordet. Spillerens valg, såsom hvad skal skjules, hvad skal efterlades og hvordan han undslipper restauranten, afgør hvilke spor Valenti og Miles finder og hvordan stamkunderne husker ham, og dermed hvor nemt eller svært de senere afslører (eller ikke afslører) Kane's identitet.

## Styring
Spillets konsolversioner undgår de fleste almindelige måder at styre på, gør minimalt brug af de almindelige knapper, og bruger i stedet næsten udelukkende de to analoge styrepinde. Den venstre pind styrer personens bevægelser og den højre bruges til at udføre handlinger i spillet. For eksempel, når Lucas nærmer sig sit bord på restauranten i åbningscenen, lader en retning ham sidde ned, en anden får ham til at undersøge sin regning, og en tredje lader ham tage en slurk af sin kaffe. De mulige handlinger vises ved hjælp af simple figurer i toppen af skærmen. Nogle mere avancerede bevægelser, såsom at klatre over et hegn eller at spinne en yoyo, kræver styrebevægelser meget lig dem som bruges til special moves i traditionelle kampspil.
Der er også store actionsekvenser i spillet, som er en del af manuskriptet, men som det kræver reflekser at fuldføre. I disse scener ses to delvist gennemsigtige cirkulære figurer oven på filmsekvensen, hver svarende til en af de analoge styrepinde. Figurerne viser en række bevægelser, som spilleren derefter må gentage for at manøvrere personen væk fra farlige situationer. Det er meget lig gameplayet i Dragon's Lair eller "Quick Time Event" sekvenserne i Shenmue. Spillet kræver også en vis udholdenhed, blandt andet når man skal de højre og venstre "skulderknapper" så hurtigt som muligt. Disse L/R sekvenser bruges generelt til at fremkalde fysisk spænding, for eksempel ved løb eller svømning.
Spillet udstyrer hver person med en "Sanity" (tilregnelighed) måler, som går fra fuld ("Neutral") til tom ("Wrecked" – ødelagt) og repræsenterer personens mentale ve og vel. Mange af spillets begivenheder (såsom begyndelsen, hvor Lucas Kane kommer til sig selv foran sit offers livløse krop) trækker point fra måleren, mens almindelige hverdagshandlinger (såsom at spise, urinere eller at lege med en yndlingsting) tilføjer dem, såvel som hændelsesforløb hvori en person gør en afslørende opdagelse eller handling som hjælper ham eller hende betydeligt. En tom Sanity måler fører til en afslutning på historien afhængig af personen (Carla og Tyler vil sige deres job op, og Lucas vil enten melde sig selv eller begå selvmord) og et Game Over.
Endelig er samtale også implementeret i spillet, hvor den højre analoge styrepind bruges til at vælge dialogmuligheder. Dette ledsages af og til af en "Suspicion" (mistanke) måler, som bliver påvirket af spillerens valg og viser hvor mistænksom personen, som Lucas Kane snakker med, er blevet. For eksempel kan måleren stige hvis man ikke giver overbevisende svar når man bliver afhørt. I disse situationer vil spillet enten vælge et forudbestemt svar eller afslutte samtalen, hvis ikke spilleren vælger noget indenfor tidsgrænsen. Det bør bemærkes at det er umuligt at forlade en samtale uden det minimum af information som er nødvendigt for at komme videre i spillet, og hvis man bevæger sig for langt væk fra emnets planlagte løsning vil spillet automatisk vælge. For eksempel vil politimanden på Joe's Diner fortælle spilleren (som Carla Valenti) om servitricen og det bord Lucas sad ved.

## Sange i spillet
- Theory of a Deadman – Santa Monica

- Theory of a Deadman – No Surprise

- Theory of a Deadman – Say Goodbye

- Theory of a Deadman – No Way Out

- Teddy Pendergrass – Love TKO

- Ben E. King – Street Tough

- Patrice Rushen – Hang It Up

- Bobby Byrd – Try It Again

- Leee John – Just An Illusion

- Nina Simone – No Good Man

- Martina Topley-Bird – Sandpaper Kisses

## Ændringer i den amerikanske version
Spillets oprindelige titel Fahrenheit blev ændret til Indigo Prophecy ("Indigoprofetien") i USA. Denne ændring var blandt andet for at undgå forvirring omkring filmen Fahrenheit 9/11; en film af Michael Moore om terrorangrebet den 11. september 2001 på New York Citys World Trade Center. Bortset fra navneforandringen er den amerikanske version af spillet også blevet censureret. Scener indeholdende sex (hvoraf en er interaktiv) og andet "voksenindhold" blev fjernet så spillet ville blive tilladt for 17+ i stedet for 18+ fra Entertainment Software Rating Board. Både navneforandringen og censureringen blev til efter ønske fra udgiveren.
En mulig grund til censureringen var på grund af den berygtede Hot Coffee mod til Grand Theft Auto: San Andreas, som høstede uønsket mediebevågenhed og polemik i midten af 2005. Selvom Fahrenheits sexscener ikke er eksplicitte (mindre end en typisk 17+ film), hævder Quantic Dream at de ikke "påvirker spillets handling dramatisk". De censurerede scener er fuldstændigt underordnede hovedhandlingen. Alligevel rygtes det at spillet vil blive udgivet i en ny version i Canada og USA som Fahrenheit: Indigo Prophecy Director's Cut. Denne version af spillet, som kun udkommer til Windows, er ucensureret og 18+.
Spillet havde ingen problemer med censur i resten af verden; alle eksemplarer af spillet med titlen Fahrenheit er ikke censurerede eller modificerede på nogen måde.

## Kritik
Selvom Fahrenheit modtog mange positive anmeldelser var der også flere kritikpunkter.
- Spillet er blevet kritiseret for at have for mange arcade-sekvenser og at nogle af disse var for svære. Mange mente at de få stealth-sekvenser i spillet ganske enkelt var for dårligt implementerede.

- Mange spillere følte at det voldsomt omtalte "elastiske" plot var for stillestående, og at mulighederne for at kunne ændre i spillets handling var for få. Dette kan delvist modsiges ved at sige at det var derfor at spillets handling blev beskrevet som "elastisk" og ikke "dynamisk." Men med den definition har flere andre adventurespil dog også tilsyneladende "elastiske" handlinger.

- Derudover følte mange at spillets historie mistede retning i den sidste tredjedel af spillet, med deus ex machina ændringer i handlingen, tilsyneladende overmenneskelige evner på grund af fremmede væsner, etc. Dette er blandt andet på grund af at spillet oprindeligt var planlagt som værende episodisk, men dette blev ændret relativt sent i udviklingenforløbet, så spillet skulle færdiggøres hurtigt. Derfor blev kun begyndelsen og slutningen fuldt udviklede, hvilket gør at fortællingen hopper ca. to uger frem i tiden. Dette kan få spilleren til at undre sig over, hvad der er sket i den mellemliggende periode.

### Anmeldelser
- Eurogamer anmeldelse Arkiveret 17. maj 2006 hos  Wayback Machine (Xbox; 9/10) (engelsk)
- Computer And Video Games anmeldelse (Xbox; 9/10) (engelsk)
- "Hochspannung per Mausklick" – Tysk anmeldelse fra EVOLVER.at Arkiveret 9. oktober 2006 hos  Wayback Machine (tysk)